# Refugio de tumbas de Airmount
El refugio de tumbas de Airmount, también conocido como el refugio de tumbas de la familia Hope, es un refugio de tumbas o casa de tumbas hecho de ladrillo ubicado en el cementerio de Airmount cerca de Thomasville, Alabama, Estados Unidos.

## Historia
Es inusual porque protege seis tumbas en lugar de una sola. La estructura de ladrillo fue construida en 1853 por John Hope. Está construido en un estilo neogriego vernáculo con un tejado a dos aguas.

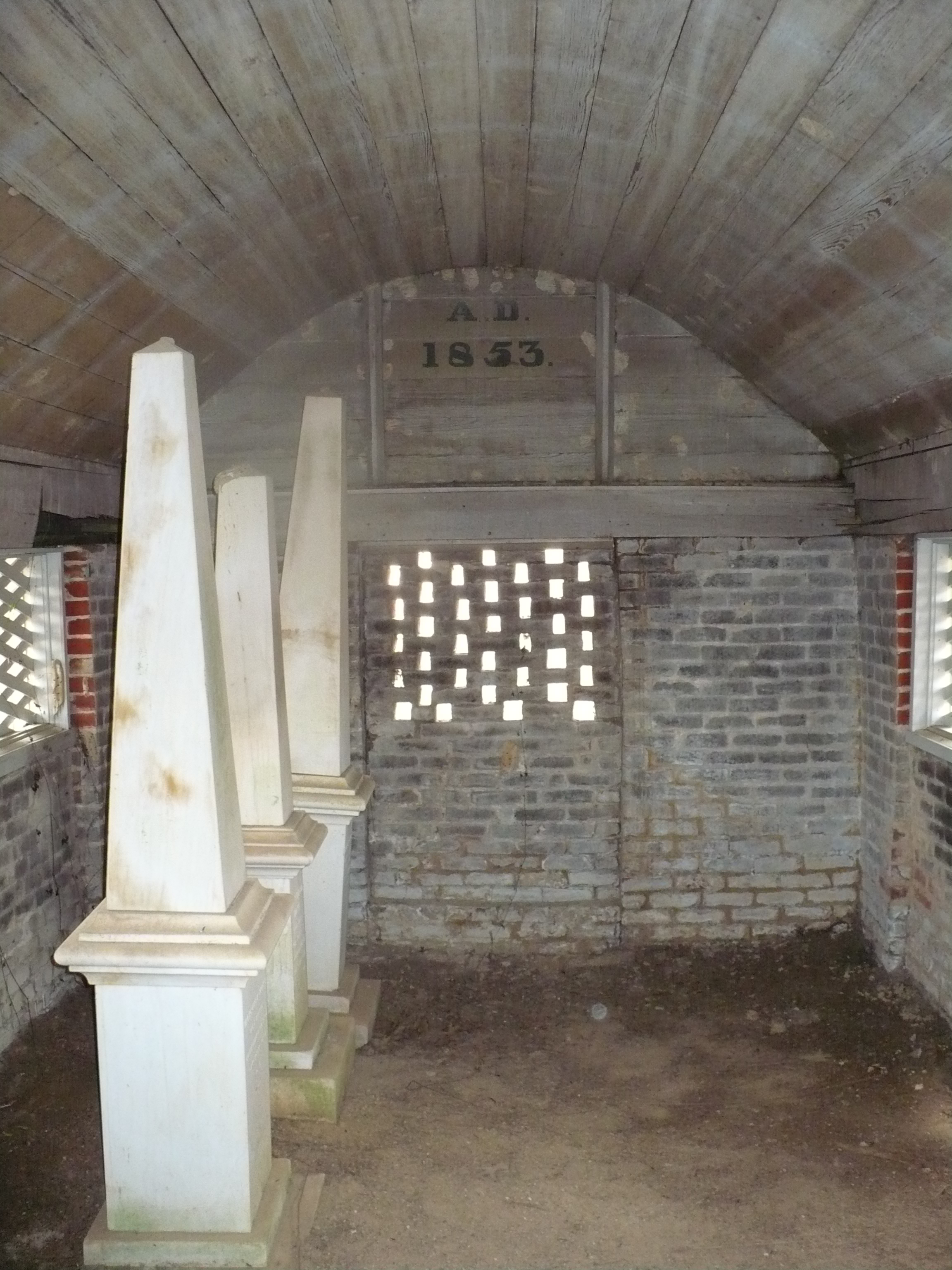
El interior del refugio.

 El interior presenta un techo abovedado de madera. El refugio fue incluido en el Registro Nacional de Lugares Históricos el 24 de febrero de 2000 como parte de la presentación de propiedades múltiples del Condado de Clarke.

### Tumbas
El refugio contiene las tumbas de las siguientes personas:
- Archibald H. Hope, 20 de mayo de 1823-26 de septiembre de 1850.
- Margaret Hope, 20 de noviembre de 1797 - mayo de 1851.
- Jane A. Hope, 9 de febrero de 1813-22 de noviembre de 1852.
- John Allison Hope, 3 de octubre de 1855-25 de octubre de 1856.
- John Hope, 3 de octubre de 1791-6 de abril de 1868.
- Sarah Jane Powell Hope, 7 de julio de 1829-7 de julio de 1885.